# Cosmarium sexnotatum
Cosmarium sexnotatum  là một loài Song tinh tảo trong họ Desmidiaceae, thuộc chi Cosmarium.